# Helenira Resende
Helenira Resende de Souza Nazareth, nom de code Fátima née à Cerqueira César le 19 janvier 1944 et morte à  Araguaia le 29 septembre 1972, est une guérilla brésilienne de la guérilla rurale de l'Araguaia et une militante du Parti communiste du Brésil. Sa disparition a été étudiée par la Commission nationale de la vérité, qui enquête sur les décès et les disparitions forcées pendant la dictature militaire brésilienne. Helenira est considérée comme une personne disparue depuis 1972.

## Biographie

### Jeunesse et études
Leader étudiante et ancienne vice-présidente de l'Union Nationale des Étudiants (UNE), cette basketteuse et athlète est surnommée « Preta » par ses camarades militants et étudiants universitaires et reconnue pour ses talents d'oratrice. Elle a étudié la littérature et la philosophie à l'USP, de São Paulo, et a été arrêtée lors du XXXe Congrès de l'UNE, à Ibiúna, en 1968. Depuis le bus qui la transporte avec d'autres étudiants arrêtés, elle réussit à remettre un mot à un passant informant sa famille de son arrestation, ce qui a empêché sa disparition. Transférée de la prison de Tiradentes au Département de l'Ordre et de la politique sociale à Rio de Janero, elle est condamnée à mort par le commissaire Sérgio Fleury (pt), une figure de proue de la répression policière.
Helenira est libérée par l'habeas corpus accordé à la veille de la promulgation de l'AI-5, en décembre 1968, et entre dans la clandestinité. Elle se rend dans la vallée de l'Araguaia, dans le sud du Pará, pour contribuer à l'organisation de la lutte armée rurale contre le régime.

### Son action dans la guérilla d'Araguaia
Sous le nom de code « Fátima », elle rejoint le Détachement A de la guérilla, où elle est reconnue pour son courage, ses talents de commandante. Elle fait partie d'un groupe pris en embuscade par des marines le 29 septembre 1972.
Sa capture et sa mort a été décrite dans le rapport rédigé par le dirigeant communiste Ângel Arroyo, seul dirigeant de la guérilla à avoir survécu. Selon lui, Heleina Resende a été surprise par les troupes gouvernementales alors qu'elle montait la garde avec un autre camarade sur le bord d'une route. Son acolyte s'est enfui et elle a été capturée après avoir tué un soldat, en avoir blessé un autre et avoir essuyé une rafale de mitraillette dans les jambes Après son arrestation elle a été torturée à mort, mais refuse de révéler l'emplacement de son détachement. Elle est exécutée avec une baïonnette.Son corps, enterré selon les paysans au lieu-dit « Oito Barracas », n'a jamais été retrouvé et elle est officiellement reconnue comme « fugitive » par les forces armées. Après sa mort, le détachement dans lequel elle combattait, a été rebaptisé Détachement Helenira Resende pour honorer son courage et ses talents de leader.
Sa dépouille n'a pas été retrouvée ce qui a empêché son inhumation par ses proches.

## Hommages
Casa Helenira Preta est une référence pour les femmes, dans l'État de São Paulo, dans la ville de Mauá, où un centre de soutien pour les femmes victimes de violence conjugales a été construit à la suite d'une occupation organisée par des femmes du Mouvement féministe Olga Benário qui demande des politiques publiques pour ces victimes.
Le Conseil municipal de Campinas a renommé une rue en son honneur le 20 novembre 1997. À São Paulo, des rues des quartiers Grajaú et Cidade Ademar portent son nom. De plus, Guarulhos a également rendu hommage à Helenira en donnant à l'une de ses rues le nom de la guérilla. En 2014, dans la ville d'Assis, a rebaptisé le 24 juillet 2014 la place des sports et de la culture en son honneur,.
Helenira, et quatorze autres étudiants de la Faculté de Philosophie, Lettres et Sciences Humaines de l'Université de São Paulo assassinés par la dictature militaire, ont reçu à titre posthume leur diplôme de fin d'études dans le cadre du projet « Diplomatie de la Résistance », le 26 août 2024.